# Falcatula penumbra
Falcatula penumbra es una polilla de la familia Sphingidae. Vuela en Zambia y la República Democrática del Congo.
Es muy similar a Falcatula falcatus, pero el color tierra de su parte superior, de la cabeza, el tórax y las alas es más oscuro y marrón, con un patrón más fuertemente desarrollado de líneas y bandas transversales marrones oscuras.

## Sinonimia
- Polyptychus penumbra Clark, 1936

- Datos: Q2481424